# Renzo Novatore
(Renzo Novatore)
Renzo Novatore, pseudonimo di Abele Ricieri Ferrari (Arcola, 12 maggio 1890 – Rivarolo Ligure, 29 novembre 1922), è stato un anarchico, poeta e filosofo italiano.

## Biografia
Refrattario a ogni disciplina fin da giovanissimo, Abele Ricieri Ferrari frequentò la scuola soltanto per alcuni mesi prima di abbandonarla definitivamente ed essere costretto dal padre a lavorare nei campi. Il suo profondo desiderio di conoscenza, unito ad una notevole forza di volontà, lo spinse però ad un personalissimo studio da autodidatta che lo portò a leggere Max Stirner, Friedrich Nietzsche, Georges Palante, Oscar Wilde, Henrik Ibsen, Arthur Schopenhauer, Charles Baudelaire.
Non rinunciò comunque ad elaborare una visione autonoma, che costruì giorno dopo giorno, come ricorda il suo amico Auro D'Arcola, attraverso una costante attività meditativa.

Si sposò con Emma Rolla e con lei ebbe tre figli, uno dei quali morto in tenera età. Gli altri due, Renzo e Stelio, proseguirono sulle orme paterne una personalissima riflessione esistenzialista che svilupparono nell'ambito della produzione artistica e letteraria. Questo nonostante fosse contrario alla famiglia tradizionale e alla visione idealizzata della donna: 
(Le mie sentenze)

### L'anarchico disertore
La prima volta in cui le cronache s'interessarono di lui fu nel 1910, quando un incendio distrusse la chiesa della Madonna degli Angeli nella notte tra il 15 e il 16 maggio: le indagini dei Regi Carabinieri portarono a identificare i responsabili del gesto in un gruppo di giovani anarchici del posto, tra i quali anche Abele Ferrari.
Contrario alla guerra, nel 1915 venne richiamato sotto le armi ma si rese irreperibile. Venne dunque imputato di diserzione e condannato in contumacia alla pena di morte. Sarà poi arrestato e scarcerato in seguito ad amnistia.
(Dal poema Verso il nulla creatore)
Anarchico individualista, assunto lo pseudonimo di Renzo Novatore, fu protagonista con i suoi compagni Dante Carnesecchi e Tintino Persio Rasi di alcuni dei più importanti episodi della lotta operaia del biennio rosso nella Provincia della Spezia: episodi la cui importanza non si comprende se non tenendo conto che allora La Spezia era una delle più importanti roccaforti militari italiane, circondata da una serie di forti e polveriere che ne dominavano il golfo, e caratterizzata dalla presenza di un arsenale militare e di alcune delle più importanti industrie belliche. In quel periodo molti lavoratori anelavano a "fare come in Russia", tanto che era presente in molti anarchici, come Errico Malatesta, la convinzione che la rivoluzione fosse dietro l'angolo e bastasse dare solo una spallata decisa.

### L'antifascismo e la morte
Coerente fino alla fine nella prima lotta al nascente Fascismo, entrò nel mirino delle Camicie Nere e dovette fuggire per garantirsi l'incolumità; per sopravvivere si unì al bandito piemontese Sante Pollastri che era noto anche per proteggere e finanziare gli anarchici con la sua banda di rapinatori, data la simpatia politica che aveva per loro e il suo odio per il fascismo. Qualche tempo dopo la banda di Pollastri rapinò un importante cassiere di una banca, che portava una borsa piena d'oro: durante la colluttazione il ragionier Achille Casalegno venne colpito da un proiettile e morì; sebbene probabilmente fu Pollastri, che aveva già diversi omicidi di poliziotti e fascisti alle spalle, ad esplodere il colpo, al processo del 1931 costui avrebbe accusato il defunto Novatore.
Le Forze dell'Ordine, su incarico del Governo Mussolini, intensificarono la caccia alla banda Pollastri. Il 29 novembre 1922, intorno a mezzogiorno, il Maresciallo Lupano e i carabinieri Corbella e Marchetti entrarono in abiti civili nell'Osteria della Salute di Teglia, nel genovese, perché avevano individuato Pollastri ed intendevano arrestarlo. Novatore era seduto accanto al celebre bandito e ad un altro componente del gruppo, e probabilmente fu proprio lui il primo a sparare sui carabinieri, scatenando la risposta di quest'ultimi. Nello scontro a fuoco rimasero uccisi il Maresciallo Lupano e un amico del bandito, il cui corpo crivellato di colpi si rivelò essere quello dell'anarchico Abele Ricieri Ferrari, noto come Renzo Novatore, ricercato per attività sovversiva e antifascismo, mentre Pollastri e l'altro compagno riuscirono a scappare. Novatore, al momento della morte, aveva con sé una pistola Browning, due caricatori di riserva, una bomba a mano ed un anello con spazio nascosto contenente una dose letale di cianuro, per suicidarsi se fosse caduto vivo nelle mani dei Fascisti, oltre ad un documento falso recante il nome di Giovanni Governato.

## Il pensiero
Novatore si definiva anarchico individualista. Lottava per la libertà e per i diritti delle masse, ma era anche sicuro, dopo il fallimento delle insurrezioni del 1919, che non si potesse fare affidamento sul popolo:
Il suo pensiero nichilista, anticlericale, anarchico e iconoclasta si caratterizzava soprattutto per il fortissimo individualismo, un individualismo fine a sé stesso che lo pose spesso in conflitto con altri membri del movimento anarchico di quegli anni, come Camillo Berneri (di ispirazione anarco-comunista).
(Dallo scritto Il mio individualismo iconoclasta in Iconoclasta!, 1920)
Rimaneva salda nel suo pensiero la convinzione che agire e schierarsi fosse una necessità irrinunciabile tanto che di lui si disse che scriveva come un angelo, combatteva come un demonio. 
Su di lui restò sempre fortissima l'ispirazione di Max Stirner e di Nietzsche.

## Opere scritte
Le opere e il ricordo del Novatore sono state in gran parte distrutte dal regime fascista e sostanzialmente a lungo dimenticate anche da alcune parti del movimento anarchico.
Le sue firme compaiono con molti pseudonimi diversi (oltre al già citato "Renzo Novatore", anche "Mario Ferrento", "Andrea Del Ferro", "Sibilla Vane", "Brunetta l'Incendiaria") su svariate pubblicazioni anarchiche dell'epoca, tra cui Il Libertario (pubblicato a La Spezia), Gli Scamiciati (Pegli), Cronaca Libertaria (Milano), Il Proletario (Pontremoli), Pagine Libertarie, Iconoclasta! (Pistoia), L'Avvenire Anarchico, Vertice (La Spezia), Nichilismo, L'Adunata dei Refrattari (New York) e Veglia (Parigi).
Da ricordare inoltre due libri di pubblicazione postuma: "Verso il nulla creatore" e "Al di sopra dell'arco".
Libri ed opuscoli
- Renzo Novatore, prefazione de Il figlio dell'Etna, Verso il nulla creatore, Siracusa, "Figli dell'Etna", 1924.
- Renzo Novatore, prefazione biografica di Auro d'Arcola, appendice di Totò Di Mauro, illustrazioni di G. Scaccia, Al di sopra dell'arco, Siracusa, "Figli dell'Etna", 1924.
- Renzo Novatore, prefazioni di Virginio De Martin e Il figlio dell'Etna, Verso il nulla creatore, New York, 1939.
- Renzo Novatore, prefazione di Auro d'Arcola, Il mio individualismo iconoclasta, Firenze, Pistoia, Albatros, 1949.
- Renzo Novatore, Camillo da Lodi [Camillo Berneri], Mario Senigallesi, Polemica, Firenze, Pistoia, Albatros, 1950.
- Renzo Novatore, prefazioni di Totò Di Mauro, Tito Eschini e Lato Latini, illustrazioni di G. Scaccia, Al di sopra dell'arco, Firenze, Pistoia, Albatros, 1951.
- Renzo Novatore, prefazione biografica di Auro d'Arcola, appendice di Totò Di Mauro, illustrazioni di G. Scaccia, Al di sopra dell'arco, Torino, Reprint Assandri, 1978.
- Renzo Novatore, Verso il nulla creatore, Catania, Centrolibri, 1993.
- Renzo Novatore, a cura di Alberto Ciampi, Un fiore selvaggio. Scritti scelti e note biografiche, Pisa, BFS, 1996.
- Renzo Novatore, Toward the Creative Nothing, Portland, Venomous Butterfly Publications, 2000.
- Renzo Novatore, introduzione di Alfredo M. Bonanno, Verso il nulla creatore, Trieste, Edizioni Anarchismo, 2009.
- Renzo Novatore, Novatore, Ardent Press, 2012.
- Renzo Novatore, Le rose, dove sono le rose?, Gratis Edizioni, 2013.
- Renzo Novatore, Flores silvestres, Lisbona, Textos Subterraneos, 2013.